# فندق ماندارين أورينتال (بانكوك)
ماندارين أورينتال، بانكوك فندق خمس نجوم في بانكوك مملوك جزئيا ويدار من قبل مجموعة فنادق ماندارين أورينتال. يقع على ضفاف نهر تشاو فرايا, كان البناء الأصلي أول فندق يبنى في تايلند عندما فتح باسم أورينتال في عام 1876. اليوم الفندق واحد من اثنين من الفنادق الرائدة لمجموعة فنادق ماندارين أورينتال، كما أنه معروف بخدمته المميزة، الأمر الذي يضعه على الدوام بين أفضل الفنادق في العالم.

## روابط خارجية
- الموقع الرسمي
- Dining at Mandarin Oriental, Bangkok
- The Oriental Spa at Mandarin Oriental, Bangkok
- Travel and Leisure World's Best Awards 2009